# Mníšek pod Brdy
Mníšek pod Brdy è una città della Repubblica Ceca facente parte del distretto di Praha-západ, in Boemia Centrale.